# The Boy with Pink Pants
The Boy with Pink Pants ist ein Filmdrama von Margherita Ferri. Es erzählt von einem wahren Fall von Cyber-Mobbing, infolge dessen sich im Jahr 2012 ein 15-jähriger Gymnasiast in Italien das Leben nahm. Der Film kam Anfang November 2024 in die italienischen Kinos und feierte wenige Tage später beim Tallinn Black Nights Film Festival seine internationale Premiere.

## Handlung
Andrea Spezzacatena ist ein fröhlicher Junge. Er hat hervorragende Noten in der Schule und ein gutes Verhältnis zu seinen Eltern. Christian, der beliebteste Junge an seiner Schule, der das Jahr wiederholen muss, hat Andrea gebeten, ihm bei den Hausaufgaben zu helfen. Angetan von dem hübschen Jungen tut Andrea dies gerne, auch wenn ihn seine Freundin Sara warnt, nicht die Augen vor der Wahrheit zu verschließen. 
Als sich Andrea kurz nach seinem 15. Geburtstag selbst das Leben nimmt, haben seine Eltern erst keine Erklärung dafür. Kurz nach dem Tod wirft seine Mutter Teresa einen Blick in sein Facebook-Profil und liest dort, wie ihr Sohn an der Schule und in den sozialen Medien gemobbt wurde.

## Hintergrund
Der Film basiert auf wahren Begebenheiten. Der 15-jährige Andrea Spezzacatena, der das Cavour-Gymnasium in Rom besuchte, hatte sich am 20. November 2012 das Leben genommen, nachdem er von Gleichaltrigen wegen seiner farbigen Fingernägel und seiner rosa Hose gemobbt worden war. Seine Mutter hatte diese versehentlich mit Bleichmittel verfärbt. Andrea trug das Kleidungsstück bereitwillig und amüsiert über den Fehler seiner Mutter. An der Schule, wo er die Hose trug, wurde er daraufhin als schwul bezeichnet. Ob Andrea dies wirklich war ist unklar geblieben. Sein jüngerer Bruder Daniele entdeckte ihn leblos an der Treppe ihres Hauses mit dem Schal um seinen Hals, mit dem sich der Junge das Leben nahm.
Seine Mutter Teresa Manes besucht seit seinem Tod regelmäßig Schulen, erzählt von den Gründen für Andreas Selbstmord und erklärt den Kindern und Jugendlichen was es bedeutet, wenn Worte verletzen. Manes wurde für ihr Engagement von Präsident Sergio Mattarella mit dem Verdienstorden der Italienischen Republik geehrt. Im Jahr 2023 erschien ein Buch von Teresa Manes mit dem Titel Andrea. Oltre il pantalone rosa bei Graus Edizioni in dem sie von Andreas tragischer Geschichte und dem darauffolgenden Medienrummel erzählt.

## Produktion

### Regie, Drehbuch, Filmtitel und Aufbau
„Heute wäre ich 27 Jahre alt. Ab und zu frage ich mich, wie mein Leben verlaufen wäre...“

Regie führte Margherita Ferri. Zu ihren früheren Arbeiten gehören der Dokumentarfilm Il pranzo di Natale und das Filmdrama Zen sul ghiaccio sottile. Das Drehbuch schrieb Roberto Proia gemeinsam mit Teresa Manes, der Mutter von Andrea Spezzacatena. The Boy with Pink Pants, der Titel des Films, bezieht sich auf einen Eintrag auf einer Facebook-Seite, die Teresa Manes nach dem Tod von Andrea entdeckte und in dem dieser als „Der Junge mit der rosa Hose“ bezeichnet wurde. Dies war der Beginn des Cyber-Mobbing gegen ihren Sohn.
Ferri lässt ihren Film mit der Erzählerstimme ihres Protagonisten beginnen, der von seiner Geburt, seiner glücklichen Kindheit, seinen akademischen Erfolgen, seiner Gelehrsamkeit, seiner Begabung fürs Singen und vor allem von seiner engen Beziehung zu seiner liebevollen und einfühlsamen Mutter Teresa erzählt. Weiter erklärt Andrea, er wäre jetzt 27 Jahre alt. Direkt vor dem Abspann kommt seine Mutter Teresa zu Wort, die erklärt, sie habe viele Fehler bei der Erziehung ihres Sohnes gemacht, ihm zu erlauben, die rosa Hose anzuziehen, habe jedoch nicht dazu gehört.

### Besetzung und Dreharbeiten

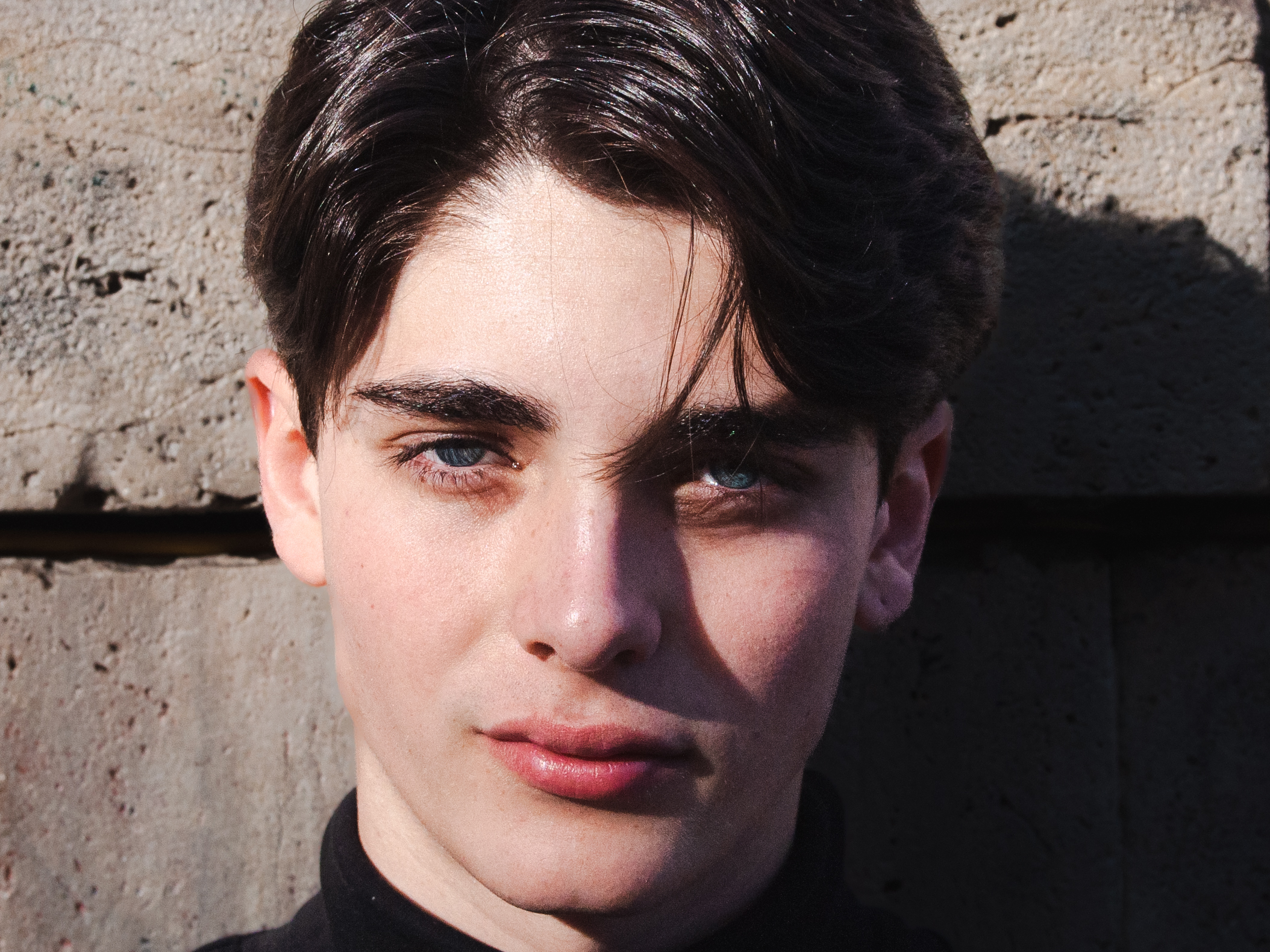
Andrea Arru spielt Andreas Mitschüler Christian

Für Samuele Carrino, der in der Titelrolle Andrea Spezzacatena spielt, ist es die vierte Hauptrolle in einem Film nach Spaccapietre von Gianluca De Serio und Massimiliano De Serio, Il maledetto von Giulio Base und dem Fernsehfilm La stoccata vincente von Nicola Campiotti. Claudia Pandolfi, bekannt aus den italienischen Fernsehserien Un medico in famiglia und Distretto di Polizia, spielt seine Mutter Teresa Manes. Sara Ciocca spielt Andreas Freundin Sara. Andrea Arru ist in der Rolle seines sitzengebliebenen Mitschülers Christian zu sehen, dem Andrea bei den Hausaufgaben hilft. In weiteren Rollen sind Corrado Fortuna als sein Vater Tommaso, Maurizio Jiritano und Barbara Bovoli zu sehen.
Kamerafrau Martina Cocco war zuletzt für Dokumentarfilme wie Iuventa von Michele Cinque und Bellissime von Elisa Amoruso und die  Miniserie The Good Mothers tätig.

### Filmmusik und Veröffentlichung
Die Filmmusik komponierte Fernando Alba. Der Titelsong «Canta ancora» wird von Arisa gesungen.  
Ab Mitte Oktober 2024 wurde der Film beim Festa del Cinema di Roma vorgestellt. Der Kinostart in Italien war am 7. November 2024 unter dem Titel Il ragazzo dai pantaloni rosa. Die internationale Premiere des Films fand am 19. November 2024 beim Tallinn Black Nights Film Festival statt.

## Auszeichnungen
David di Donatello 2025
- Nominierung für das Beste adaptierte Drehbuch (Roberto Proia)
- Nominierung für den David Giovani[9]

Nastro d’Argento 2025
- Auszeichnung als Bester Song („Canta ancora“, Arisa und Giuseppe Barbera)
- Auszeichnung mit dem Nuovo Imaie Prize (Samuele Carrino)[10]

Tallinn Black Nights Film Festival 2024
- Nominierung im Wettbewerb[11]